# Turks korfbalteam
Het Turks korfbalteam is een team van korfballers dat Turkije vertegenwoordigt in internationale wedstrijden. De verantwoordelijkheid van het Turkse korfbalteam ligt bij de Turkish Korfball Committee (TKC). Het achttal won tot nu toe nog geen enkele prijs, echter won het wel brons op de European Bowl.

## Resultaten op de wereldkampioenschappen
| Wereldkampioenschap korfbal |               |             |               |
| Jaar                        | Kampioenschap | Gastheer    | Klassering    |
| 1978                        | 1e WK         | Nederland   | Geen deelname |
| 1984                        | 2e WK         | België      | Geen deelname |
| 1987                        | 3e WK         | Nederland   | Geen deelname |
| 1991                        | 4e WK         | België      | Geen deelname |
| 1995                        | 5e WK         | India       | Geen deelname |
| 1999                        | 6e WK         | Australië   | Geen deelname |
| 2003                        | 7e WK         | Nederland   | Geen deelname |
| 2007                        | 8e WK         | Tsjechië    | Geen deelname |
| 2011                        | 9e WK         | China       | Geen deelname |
| 2015                        | 10e WK        | België      | Geen deelname |
| 2019                        | 11e WK        | Zuid-Afrika | Geen deelname |
| 2023                        | 12e WK        | Taiwan      | 13e plaats    |

## Resultaten op de Wereldspelen
| Wereldspelen |                  |                       |               |
| Jaar         | Kampioenschap    | Gastland              | Klassering    |
| 1985         | 2e Wereldspelen  | Londen (Engeland)     | Geen deelname |
| 1989         | 3e Wereldspelen  | Karlsruhe (Duitsland) | Geen deelname |
| 1993         | 4e Wereldspelen  | Den Haag (Nederland)  | Geen deelname |
| 1997         | 5e Wereldspelen  | Lahti (Finland)       | Geen deelname |
| 2001         | 6e Wereldspelen  | Akita (Japan)         | Geen deelname |
| 2005         | 7e Wereldspelen  | Duisburg (Duitsland)  | Geen deelname |
| 2009         | 8e Wereldspelen  | Kaohsiung (Taiwan)    | Geen deelname |
| 2013         | 9e Wereldspelen  | Cali (Colombia)       | Geen deelname |
| 2017         | 10e Wereldspelen | Wrocław (Polen)       | Geen deelname |
| 2022         | 11e Wereldspelen | Birmingham (USA)      | Geen deelname |
| 2025         | 12e Wereldspelen | Chengdu (China)       | Geen deelname |

## Resultaten op de Europese kampioenschappen
| Europees kampioenschap korfbal |               |           |               |
| Jaar                           | Kampioenschap | Gastland  | Klassering    |
| 1998                           | 1e EK         | Portugal  | Geen deelname |
| 2002                           | 2e EK         | Catalonië | Geen deelname |
| 2006                           | 3e EK         | Hongarije | Geen deelname |
| 2010                           | 4e EK         | Nederland | 16e plaats    |
| 2014                           | 5e EK         | Portugal  | 15e plaats    |
| 2016                           | 6e EK         | Nederland | 10e plaats    |
| 2018                           | 7e EK         | Nederland | Geen deelname |
| 2021                           | 8e EK         | België    | Geen deelname |
| 2024                           | 9e EK         | Spanje    | Geen deelname |